# Siete Cataratas
Siete Cataratas (en inglés: Seven Falls)
son una serie de siete caídas de agua en Colorado Springs, parte del estado de Colorado en Estados Unidos. La suma de la altura de las siete cataratas es de 181 pies (55,17 m) y hay un total de 224 pasos tipo escalera desde la base de las cataratas a la cima. En el siglo XIX, algunos preparon el lugar para desarrollarlo como un recurso escénicoturístico. Fue muy popular durante un tiempo con los viajeros que llegaban en vehículos tirados por caballos o a caballo o en burro.